# Богданович Володимир Терентійович
Володи́мир Тере́нтійович Богдано́вич (нар. 10 травня 1928, с. Богоявленське, Українська РСР, СРСР — пом. 2 березня 2008, м. Київ, Україна) — колишній радянський футболіст, що виступав на позиції нападника. Після завершення кар'єри футболіста розпочав тренерську роботу. Кавалер Ордена Червоної Зірки та Ордена Вітчизняної війни. Майстер спорту (1952). Заслужений тренер УРСР (1982).

## Біографія
Володимир Богданович народився у селі Богоявленське Миколаївської округи (нині — Корабельний район Миколаєва). У сім'ї було четверо синів. Коли почалася війна, старші брати Володимира пішли на фронт, а найменшого сина мати ховала разом з коровою за будинком. Однак під час одного з обшуків німецькі солдати ледве не вбили хлопчика — лише сльози та благання матері зберегли йому життя. Залишатися у селі було небезпечно і Володимир разом з сусідом пішли з дому. Якимось чином хлопці опинилися у Польщі попереду наступаючої Червоної Армії. Під час облави сусіда вбили нацисти, а Богдановича врятував сільський староста, що підгодовував його до приходу радянських військ. Приєднавшись до армії, Володимир став кулеметником. У складі 177-го стрілецького полку звільняв від нацистів Польщу та Чехословаччину. Кавалер орденів Червоної Зірки та Вітчизняної Війни II ступеня, нагороджений декількома медалями.
Після закінчення війни серйозно захопився футболом. З 1947 року виступав за команду Групи радянських військ у Чехословаччині. Проте першою командою майстрів для Богдановича став тбіліський клуб Будинку офіцерів, куди його запросили 1949 року. Богданович міг і не стати футболістом — в армії він не менш успішно займався штангою, однак колишній гравець московського «Спартака» Владислав Жмельков узяв шефство над хлопцем і успіхи перевершили усі очікування. 1950 року Володимира запросили до єреванського «Динамо», яке щойно вийшло до класу «А». 26 серпня 1950 року у Києві дублери єреванців переграли господарів поля, а єдиний переможний м'яч забив саме Богданович. Керівництво київського «Динамо» вирішило запросити талановитого нападника до Києва. Довго вмовляти Володимира не довелося.
Пробитися до основного складу «Динамо» на той час було непросто. Фактично, Богданович стабільним гравцем основи у Києві й не був, проте тренер завжди міг покластися на нього. 1952 року він разом з командою завоював срібні нагороди чемпіонату, а 1954-го — Кубок СРСР, який став першим трофеєм динамівців у історії. Однак незабаром після цього у Богдановича починають виникати конфлікти з тренером киян Олегом Ошенковим, які зрештою призвели до того, що форвард залишив команду. Багато років потому Ошенков визнав свою неправоту по відношенню до Богдановича, проте було вже надто пізно…
Новою командою для екс-киянина став одеський «Харчовик» (пізніше — «Чорноморець»). Одесити на той час виступали у класі «Б» і їм був конче потрібен досвідчений гравець, що повів би за собою команду. Богданович швидко став одним з лідерів клубу, демонструючи доволі непогану результативність. Проте роки брали своє, до того ж давалася в знаки тривала розлука з родиною, тож довелося повертатися до Києва…
Сезон 1959 року Володимир Богданович провів у київському «Арсеналі», який являв собою команду однойменного заводу. Варто відзначити, що колектив підібрався у «Арсеналі» серйозний. Окрім Богдановича клуб посилили колишні гравці «Динамо» Віктор Фомін, Петро Заяць та Віталій Соболєв, а також футболіст київського СКВО Анатолій Матюхін. Цей сезон виявився для Володимира особливо вдалим — він продемонстрував просто фантастичну результативність, забивши 18 м'ячів у 26 іграх. Однак надовго він у «Арсеналі» не затримався і вже наступного року перейшов до житомирського «Полісся».
Житомирський клуб став останнім у кар'єрі Богдановича. Тут він відіграв 4 сезони, й був одним із провідних футболістів клубу. У сезоні 1962 року «Полісся» зайняло 2 місце у I зоні УРСР класу «Б», проте у фінальному міні-турнірі житомирські гравці виступили невдало та втратили шанс підвищитися у класі. Після завершення сезону 1963 року Володимир Богданович вирішив завершити активні виступи та зосередитися на тренерській роботі.
Перші кроки як тренер Володимир Терентійович робив усе в тому ж «Поліссі», увійшовши до тренерського штабу житомирського клубу одразу після оголошення про завершення кар'єри гравця. Рік потому він опинився у вінницькому «Локомотиві», де тривалий час був помічником головного керманича команди, а 1968 року на нетривалий період і сам очолив команду. 1969 року Богданович повертається до Києва, де спочатку працює тренером київського СКА, а згодом переходить до Комітету з фізичної культури та спорту при Раді міністрів УРСР. Слід зазначити, що не отримавши належної освіти через війну, Володимир Терентійович усе життя наполегливо працював над тим, щоб надолужити згаяне. Спочатку він успішно закінчив Київську школу тренерів, потім заочно Київський інститут фізкультури, а трохи згодом ще й Вищу школу тренерів у Москві.
1971 року Володимир Терентійович повертається до активної тренерської роботи, очоливши запорізький «Металург», однак вже через рік знову повертається до Держкомспорту УРСР, де він протягом багатьох років був куратором другої ліги та проводив численні тренерські курси. Своїм наставником його можуть назвати такі відомі в Україні тренери як Анатолій Крощенко та Геннадій Лисенчук.
Разом з Олегом Базилевичем тренував збірну команду класу «Б», а 1979 року разом з Валерієм Лобановським готував збірну України до Спартакіади народів СРСР — зайняли у Москві 3 місце. 1982 року постановою колегії Комітету з фізичної культури та спорту при Раді міністрів УРСР № 93 Володимиру Богдановичу було присвоєно почесне звання Заслуженого тренера УРСР.
Вже за часів назалежної України Володимир Терентійович працював старшим тренером відділу футболу у Федерації футболу України та тренером-селекціонером охтирського «Нафтовика» у 1993–1995 роках.
2 березня 2008 року після тривалої важкої хвороби Володимир Богданович помер у Києві на 80-му році життя.

## Досягнення
Клубні трофеї
 Динамо (Київ)
- Срібний призер чемпіонату СРСР (1): 1952
- Володар Кубка СРСР (1): 1954

 Полісся (Житомир)
- Срібний призер I зони УРСР класу «Б» (1): 1962

Особисті досягнення
- Майстер спорту (1952)
- Найкращий бомбардир II зони УРСР класу «Б» (1): 1959
- Заслужений тренер УРСР (1982)

## Нагороди
- Орден Червоної Зірки
- Орден Вітчизняної війни II ступеня